# Callicebus melanochir
Callicebus melanochir, também genericamente referido como guigó, japuçá, saá, uaiapuçá, uapuçá, iapuçá, sauá, boca-d'água, zogó, zogue-zogue, sauá e calicebo, é uma espécie de Macaco do Novo Mundo da família dos piteciídeos (Pitheciidae) e subfamília dos calicebíneos (Callicebinae). Ocorre na Mata Atlântica do Brasil, ao norte do rio Mucuri e sul do rio Paraguaçu, nas proximidades da foz do rio Jequitinhonha. É encontrado nos estados do Espírito Santo e Bahia. É restrito às floresta do litoral, não ocorrendo em florestas secas do interior da Bahia e no Espírito Santo, em que tem sua ocorrência substituída por Guigó-mascarado (Callicebus personatus). Possui coloração escura, tendo quase todo o corpo cinzento ou marrom, possuindo a face de cor negra, mas não com limites tão bem definidos como em guigó-mascarado e Callicebus nigrifrons.

## Etimologia
Guigó foi construído a partir de uma onomatopeia, enquanto sauá advém do tupi-guarani sawá ou sa'gwa, que por sua vez está ligado a sagwa'su, que significa literalmente "macaco grande". A forma tupi-guarani ainda gerou as demais variantes iapuçá, japuçá, uaiapuçá, uapuçá. Zogó e zogue-zogue têm origem obscura.